# Buen Retiro (Leipzig)

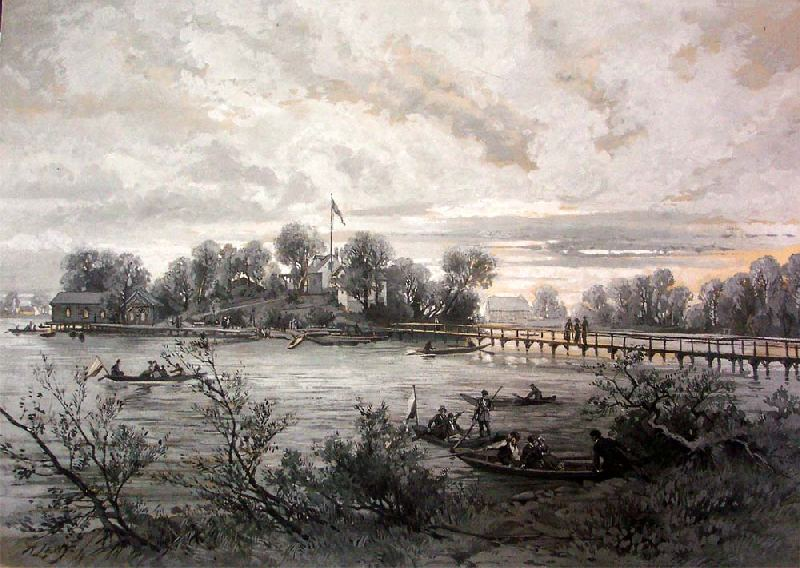
Die Insel Buen Retiro um 1870

Buen Retiro war der Name einer Insel in einem Teich der südwestlichen Vorstadt Leipzigs, die den Leipzigern im 19. Jahrhundert zur Naherholung diente. Der spanische Name bedeutet Guter Rückzugsort.

## Lage und Beschreibung
Buen Retiro lag im Schimmelschen Teich, dem südlichsten einer Reihe von zumeist eckig gestalteten Teichen, die sich südwestlich des alten Leipzig auf dem Gebiet des heutigen Musikviertels in Nord-Süd-Richtung erstreckten. Die Insel war vom Floßplatz etwa 300 Meter nach Westen entfernt. Unter heutigen Bedingungen entspricht das einer Lage zwischen Grassi- und Ferdinand-Rhode-Straße in Höhe der Haydnstraße.

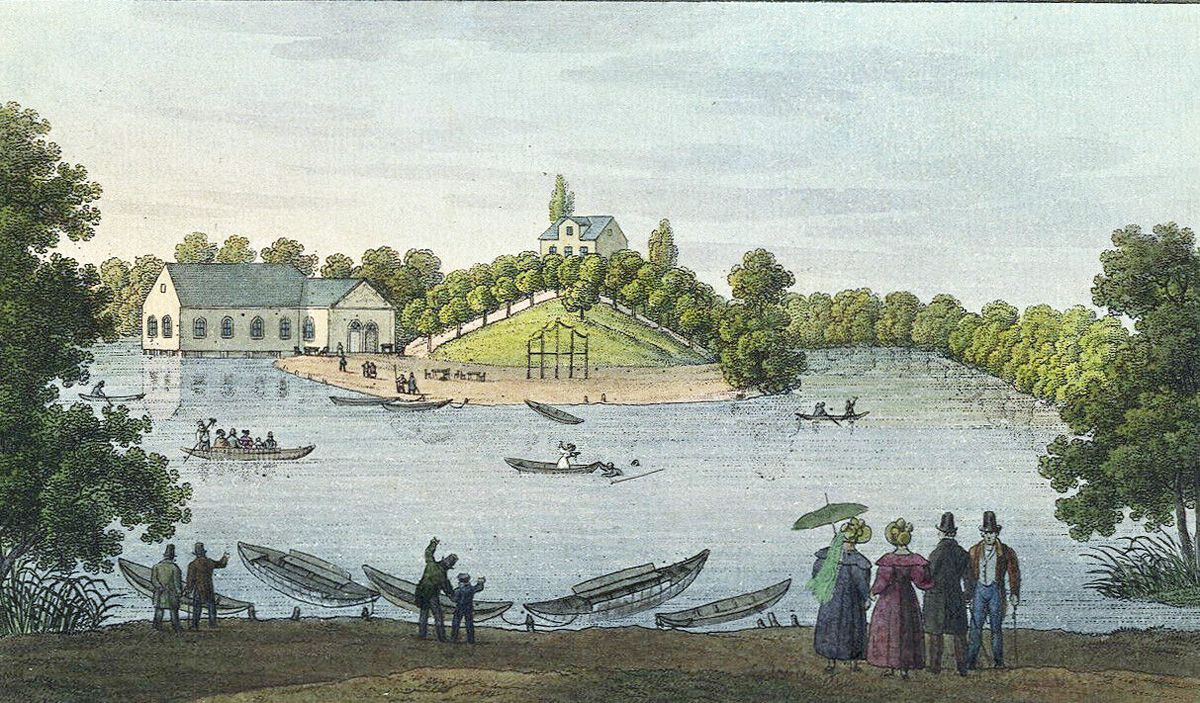
Die Insel um 1840
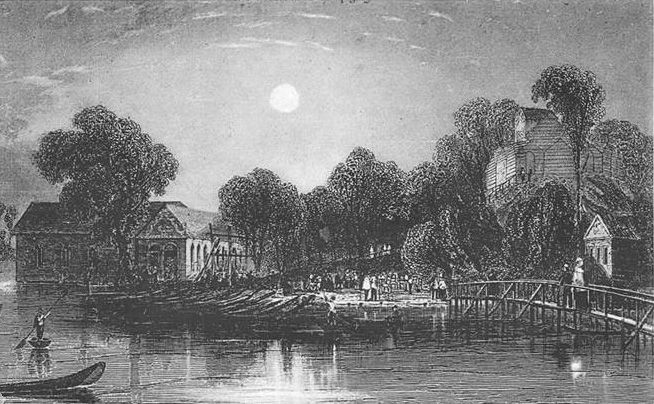
… und bei Mondlicht

Die Insel hatte eine unregelmäßige Form mit einem mittleren Durchmesser um fünfzig Meter und erhob sich bis etwa fünf Meter über den Wasserspiegel. Sie war mit Bäumen bestanden und trug einige Gebäude. Das waren Gaststätten, von denen eine auch eine Kegelbahn besaß.
Von Norden her war Buen Retiro über eine hölzerne Fußgängerbrücke zu erreichen. Mit gemieteten Ruderbooten konnte auch der Wasserweg gewählt werden.
Zur Unterhaltung der Gäste wurden Konzerte veranstaltet. Im Winter diente der zugefrorene Teich als Eislaufbahn.

## Geschichte
Die Nonnen des Georgenklosters am Südrand von Leipzig betrieben bis etwa 1540 neben Landwirtschaft und einer Mühle (Nonnenmühle) auch eine Ziegelei. Den Lehm dazu gewannen sie in Gruben in der nahen Pleißenaue, die später zu Teichen vollliefen. Die südlichen Teiche gehörten zu einem Vorwerk, das Mitte des 18. Jahrhunderts im Besitz des Leipziger Handelsherrn Christian Gottlob Frege war. Über weitere Besitzer kam es 1823 an Friedrich Wilhelm Schimmel.

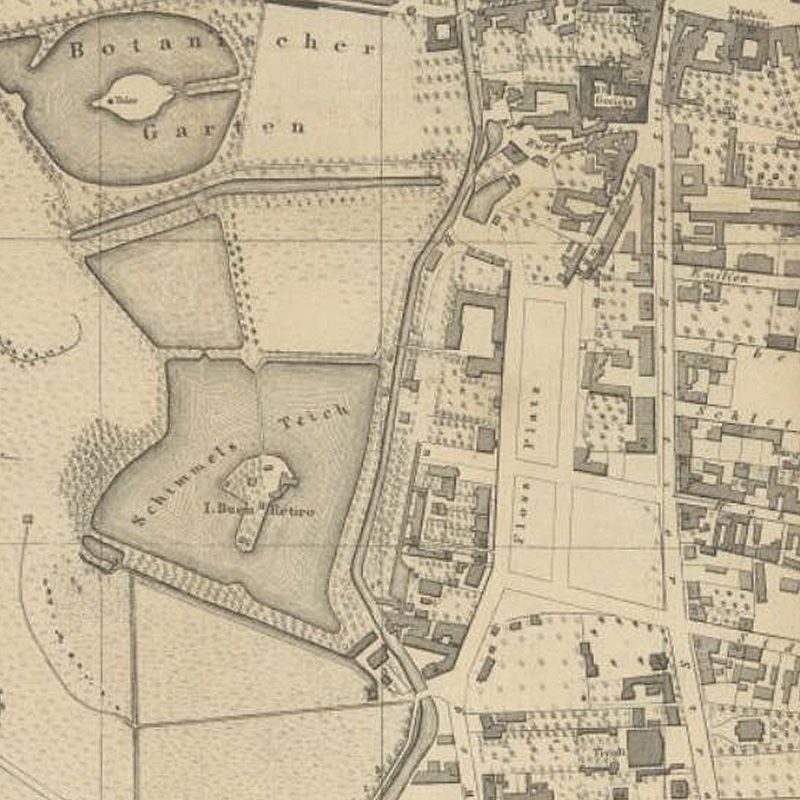
Buen Retiro auf einem Plan von 1871
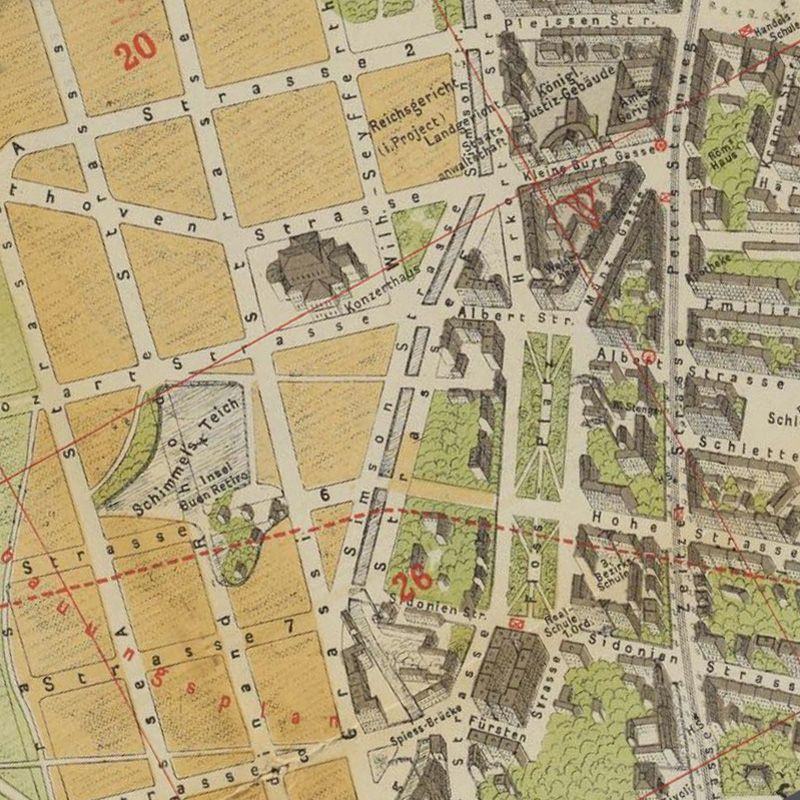
… und im entstehenden Musikviertel (1884)

Auf einer Karte von 1784 waren noch vier Gutsteiche verzeichnet, über die ein mit Bäumen bestandenes Wegekreuz verlief. Auf einem Plan von 1796 fehlt das Wegstück zwischen den beiden südlichen Teichen, und es ist eine Insel in dem nun größeren Teich eingezeichnet. Auf dieser Insel ließ Friedrich Wilhelm Schimmel eine „Restauration“ errichten und gab ihr, wohl nicht zuletzt aus werbetechnischen Gründen, den exotischen Namen Buen Retiro. Der Name erinnerte an den Park des Schlosses Buen Retiro in Madrid, zu dem ein künstlicher See mit einer Insel gehört hatte, welche die Besucher mit Vergnügungsbooten ansteuern konnten. Schimmel errichtete einen Holzsteg zur Insel und führte eine Bootsausleihe ein. Da das Ausflugsangebot sehr gut angenommen wurde, folgten weitere Bauten, darunter ein Musikpavillon und eine Kegelbahn.
Aufsehen erregte ein Unglücksfall 1842, als der Holzsteg während eines Feuerwerks nach einem Konzert auf der Insel unter dem Zuschauerandrang zusammenbrach.
Um 1857 übernahm der Kaufmann und Immobilieninvestor Friedrich August Adolph Voigt das Schimmelsche Gut. In den 1880er Jahren begannen die Planungen für die Erweiterung der Stadt in Richtung des späteren Musikviertels. Auch Voigt reichte einen Bebauungsplan ein. Die Teiche wurden sukzessive zugeschüttet und das gesamte Gelände zum Hochwasserschutz durch aufwändige Aufschüttungen um etwa zwei Meter gegen das benachbarte Wiesengelände angehoben. Zu Beginn des 20. Jahrhunderts erinnerte nichts mehr an Buen Retiro.
2015 erhielt ein in der Nähe der ehemaligen Insel errichtetes Ensemble moderner Stadtvillen den Namen Buen Retiro.